# Distretto di Jijel
Il distretto di Jijel è un distretto della provincia di Jijel, in Algeria.

## Comuni
Il distretto di Jijel comprende 1 comune:
- Jijel